# Convair F-102 Delta Dagger
Convair F-102 Delta Dagger – jednomiejscowy myśliwiec przechwytujący, średniopłat w układzie delta o konstrukcji metalowej, zdolnym do działania w każdych warunkach atmosferycznych. Samolot wszedł do służby w 1956 roku i został wyprodukowany w liczbie ponad 1000 sztuk. Jego głównym zadaniem było przechwytywanie radzieckich bombowców strategicznych. F-102 zastąpił myśliwce poddźwiękowe, takie, jak Northrop F-89 Scorpion. W latach 60. był w ograniczonym zakresie wykorzystywany podczas wojny wietnamskiej do eskortowania bombowców i atakowania celów naziemnych. Pod koniec lat 60. liczne F-102 zostały przeniesione do lotnictwa Gwardii Narodowej USA. Do 1976 roku samolot został wycofany ze służby. Wersją rozwojową F-102 był Convair F-106 Delta Dart.

## Historia

### Początkowe założenia i problemy

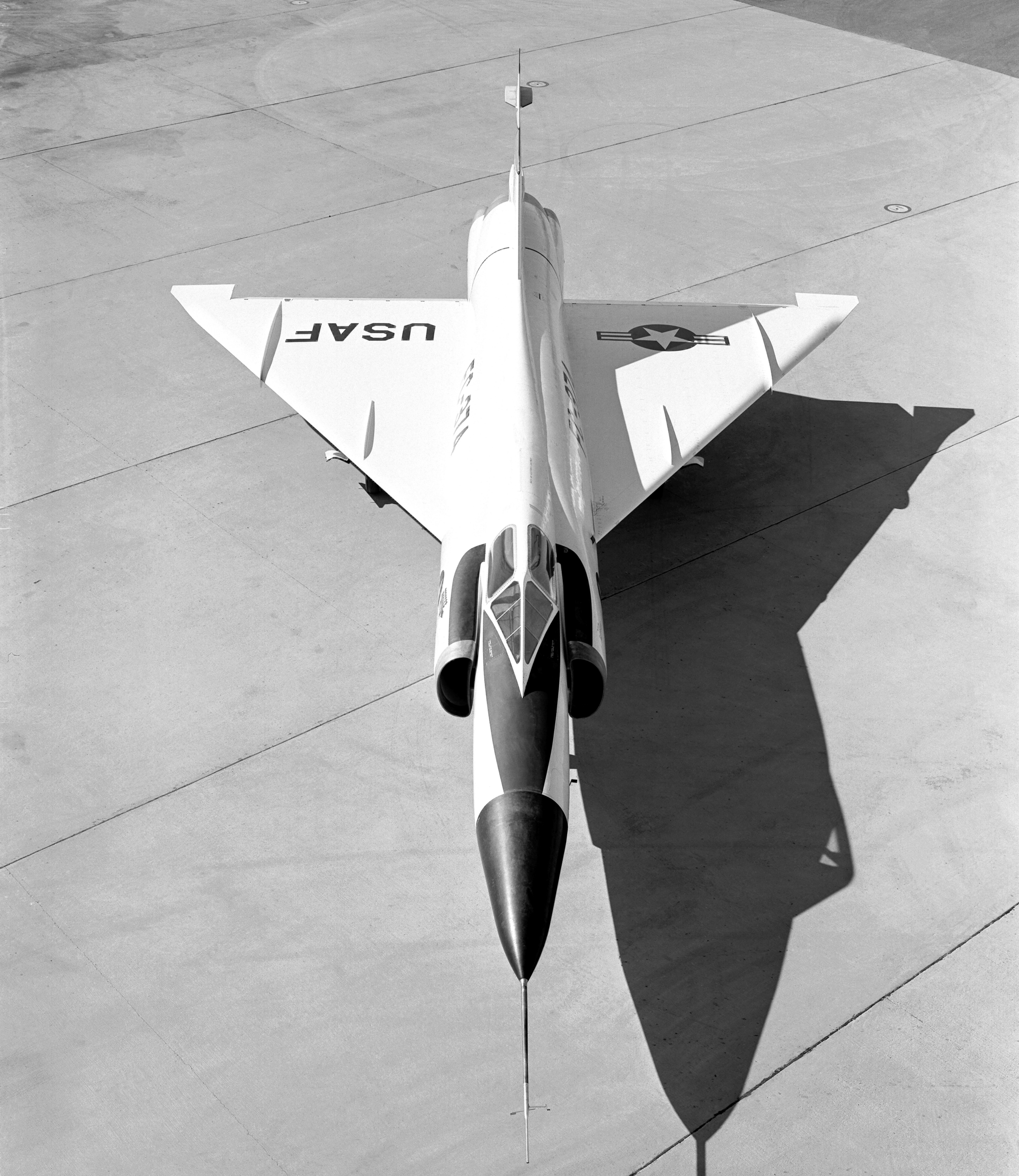
Convair YF-102A

4 października 1949 Siły Powietrzne Stanów Zjednoczonych rozpoczęły przygotowania do ogłoszenia konkursu na nowy myśliwiec przechwytujący, który miałby wejść do służby w 1954 roku. W listopadzie 1949 r. podjęto decyzję, że nowy samolot zostanie zbudowany wokół zaprojektowanego przed powstaniem płatowca systemu kierowania ogniem. Płatowiec razem z SKO zostały określone mianem systemu uzbrojenia.
W styczniu 1950 Siły Powietrzne USA wystosowały zapytanie ofertowe w sprawie SKO do 50 podmiotów, z których odpowiedziało 18. Do końca maja lista została ograniczona do dziesięciu. Do udziału w dalszych etapach prac rekomendowano propozycje Hughes Aircraft i North American Aviation. Ostatecznie 2 października 1950 wybrano firmę Hughes.
Zapytania w sprawie płatowca zostały wystosowane 18 czerwca 1950. Do stycznia 1951 odpowiedziało sześciu producentów. 2 lipca 1954 wybrano trzy firmy, które miały zbudować makiety: Convair, Republic i Lockheed. Najlepsza z trzech zaprezentowanych konstrukcji miała wygrać kontrakt określany mianem „Projekt MX-1554”. Zwycięzcą okazał się Convair, który w tamtym czasie prowadził badania nad samolotami w układzie delta, przedstawiając projekt nazwany XF-102, przy którego konstruowaniu wykorzystano doświadczenia z prac nad projektem P-92.
Aby przyśpieszyć prace, zdecydowano się zastosować w prototypach i samolotach przedseryjnych słabsze silniki odrzutowe Westinghouse J40. Dalsze opóźnienia w pracach nad silnikiem J67 i SKO MA-1 doprowadziły do podjęcia decyzji o opracowaniu przejściowego samolotu z prostszym SKO E-9 i silnikiem J-40. Samolot ten został przyjęty do produkcji jako F-102A. Niespełnienie wymagań przez silnik J40 doprowadziło do zastąpienia go jednostką Pratt & Whitney J57 o ciągu 44 kN.
Taka konfiguracja miała być rozwiązaniem tymczasowym, poprzedzającym opracowanie wersji F-102B, która miała być napędzana bardziej zaawansowanym silnikiem Wright J67 – licencyjną wersją będącego wówczas w opracowaniu silnika Bristol-Siddeley Olympus. F-102B osiągnął ostateczny kształt jako F-106A.
Prototyp YF-102 wykonał pierwszy lot 24 października 1953, jednak został stracony w wypadku 9 dni później. Drugi prototyp wzbił się w powietrze 11 stycznia 1954. Jego osiągi okazały się niezadowalające. Opór przydźwiękowy okazał się znacznie wyższy, niż przewidywano i samolot nie mógł przekroczyć Ma 0,98 na pułapie 14630 m.

### Gruntowna modyfikacja
Aby rozwiązać problem i ocalić F-102, Convair podjął się przeprojektować samolot z uwzględnieniem niedawno odkrytej reguły pól, oraz uprościć produkcję i obsługę techniczną. Zmiany objęły wydłużenie kadłuba o 3,35 m, zwężenie w sekcji środkowej, dwie duże płetwy po obu stronach dyszy silnika, przeprojektowane wloty powietrza, i węższy kokpit. Ponadto wykorzystano mocniejszy silnik J57 i zmniejszono masę kadłuba. Pierwszy ze zmodyfikowanych samolotów, oznaczony YF-102A został oblatany 20 grudnia 1954 i następnego dnia przekroczył prędkość dźwięku. Poprawiony samolot osiągał Ma 1,22 i pułap 16 154 m. Osiągi te spełniały wymagania USAF i pozwoliły na rozpoczęcie produkcji seryjnej.
Seryjne F-102A były wyposażone w SKO Hughes MG-3, który w okresie służby został zastąpiony przez MG-10. Samolot posiadał trzyczęściowy wewnętrzny luk dla rakiet powietrze-powietrze. Początkowo uzbrojenie stanowiło sześć pocisków GAR-1/2/3/4 w wersjach naprowadzanych w podczerwieni i półaktywnie radiolokacyjnie. Pokrywy dwóch przednich luków na uzbrojenie były wyposażone w prowadnice dla 24 (po 12 na każdej pokrywie) niekierowanych pocisków rakietowych kal. 50 mm, później zastąpionych pociskami kal. 70 mm. W późniejszym okresie dodano możliwość przenoszenia pocisku GAR-11/AIM-26 z głowicą nuklearną. Większe rozmiary pocisku uniemożliwiały podwieszanie go w lukach z pokrywami zawierającymi prowadnice dla pocisków niekierowanych. Powstały plany przystosowania F-102 do przenoszenia niekierowanych pocisków nuklearnych MB-1 Genie, jednak mimo iż w maju 1956 dokonano testowego odpalenia Genie z YF-102A, nie wdrożono tego rozwiązania na samolotach seryjnych.
F-102 w okresie eksploatacji przeszedł szereg modernizacji: większość samolotów została doposażona w systemy śledzenia w podczerwieni, ostrzegacze o opromieniowaniu radarem, transpondery, zapasowe sztuczne horyzonty i usprawnienia systemu kierowania ogniem. Proponowana wersja szturmowa miała być wyposażona w zabudowane w kadłubie działko systemu Gatlinga, dodatkowe dwa węzły uzbrojenia pod skrzydłami dla bomb, większe wewnętrzne zbiorniki paliwa i instalację do tankowania w powietrzu.
Dla szkolenia pilotów F-102A opracowano TF-102A – wersję dwumiejscową z miejscami instruktora i ucznia obok siebie. Ta zmiana wymagała przemieszczenia wlotów powietrza, oraz dodania wytwornic wirów w górnej części kadłuba aby uniknąć oderwania strug w określonych warunkach lotu. Samolot w tej wersji posiadał zdolności bojowe, ale nie osiągał prędkości dźwięku.
Następcą F-102 miał stać się F-102B. Zakres planowanych zmian (nowy silnik Pratt & Whitney J75, liczne modyfikacje aerodynamiki, wloty powietrza o zmiennej geometrii) doprowadził do przemianowania projektu na F-106.

## Użycie

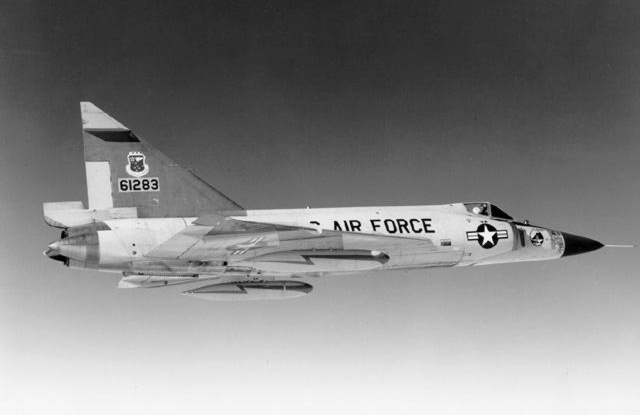
Convair F-102A-65-CO Delta Dagger (s/n 56-1283) z 317 Fighter Interceptor Sqadron Sił Powietrznych Stanów Zjednoczonych. Ten samolot został rozbity 13 czerwca 1969.

Pierwsze F-102A trafiły do 327th Fighter-Interceptor Squadron (327 eskadra myśliwców przechwytujących) w kwietniu 1956 r. W latach 60. TF-102 i F-102 były używane przez Dowództwo Obrony Powietrznej USAF w bazie sił powietrznych Perrin do szkolenia pilotów F-102 i zapoznawania przyszłych pilotów B-58 z właściwościami skrzydła delta.
Nazwa „Delta Dagger” nie przyjęła się wśród pilotów, samolot w wersji jednomiejscowej był nazywany „Deuce” (czart) a dwumiejscowy „Tub” (balia).
W trakcie eksploatacji testowano kilka wariantów skrzydeł z ugięciem krawędzi natarcia w górę, ostatecznie jednak zdecydowano się na ugięcie skrzydła ze wzniosem obszaru sterolotek. W rezultacie uzyskano niższą prędkość startu, lepszy stosunek siły nośnej do oporu przy prędkościach naddźwiękowych i pułap zwiększony do 17069 m. Modyfikacja skrzydła pociągnęła za sobą również modyfikację pokryw luków podwozia.
Dowództwo obrony powietrznej USAF eksploatowało F-102 w latach 60. Znaczna liczba F-102 była używana przez Siły Powietrzne i Gwardię Narodową Stanów Zjednoczonych aż do lat 70. Na F-102 latał między innymi George W. Bush, przyszły Prezydent Stanów Zjednoczonych.

### Wojna wietnamska
Podczas wojny wietnamskiej F-102 wykonywały zadania patrolowe oraz eskorty bombowców. 15 samolotów zostało straconych: 1 w walce powietrznej, pozostałe od ognia obrony przeciwlotniczej i w wypadkach.
Pierwsze F-102 dotarły do baz w południowo-wschodniej Azji w 1962 r. jako odpowiedź na zagrożenie ze strony północnowietnamskich bombowców Ił-28. F-102 zostały rozlokowane w bazach w Tajlandii z zadaniem przechwytywania bombowców, gdyby zagroziły one Południowemu Wietnamowi.

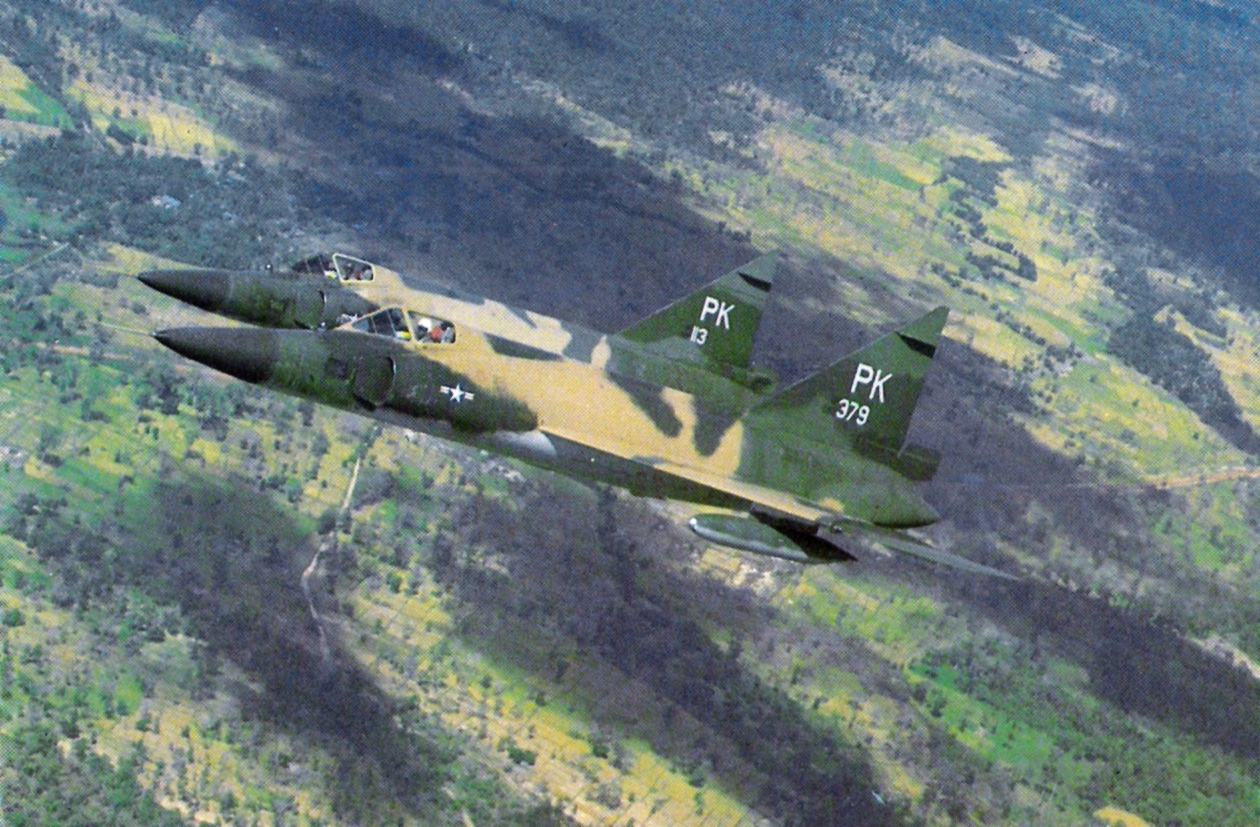
F-102A z 509 Fighter Interceptor Squadron nad Wietnamem, listopad 1966. Samoloty mają standardowy wzór kamuflażu SEA (dla południowo-wschodniej Azji).

F-102 były używane również do eskortowania uderzeń bombowców B-52 określanych nazwą kodową ARC LIGHT. Podczas misji osłony tankowców powietrznych operaujących nad Laosem, 3 lutego 1968 roku jeden F-102A (nr 56-1166) został zestrzelony przez północnowietnamskiego MiGa-21 pilotowanego przez asa Nguyễna Văn Cốc rakietą R-13 w rejonie granicy z Wietnamem. Rakieta nie wybuchła od razu, tylko pozostała wbita w tylnej części samolotu powodując problemy ze sterownością. Podczas wykonywania uników przed kolejnym atakiem, samolot eksplodował, prawdopodobnie na skutek wybuchy rakiety, przy czym zginął Lt. Wallace Wiggins. Drugi z pilotów odpalił rakiety AIM-4 za uciekającymi MiGami, jednak bez efektu. Był to jedyny przypadek utraty F-102 w walce powietrznej w trakcie działań w Wietnamie.
Próby użycia F-102 do zadań powietrze-ziemia przyniosły słabe rezultaty, ze względu na nieodpowiednią do tego celu charakterystykę samolotu i brak wyszkolenia pilotów do wykonywania takich zadań. F-102 z 509 Fighter-Interceptor Sqadron dotarły do bazy Đà Nẵng 4 sierpnia 1964 po przebazowaniu z bazy Clark na Filipinach. Podczas operacji dziennych wykorzystywano 70 mm rakiety niekierowane, natomiast podczas nocnych nalotów nękających na Szlak Ho Chi Minha używano rakiet AIM-4 Falcon i systemu naprowadzania i poszukiwania w podczerwieni.
Dwumiejscowe TF-102A były używane w roli wysuniętych kontrolerów powietrznych (Forward Air Control).
Do końca 1968 roku wszystkie F-102 zostały odesłane z powrotem do Stanów Zjednoczonych.

### Późniejsze lata

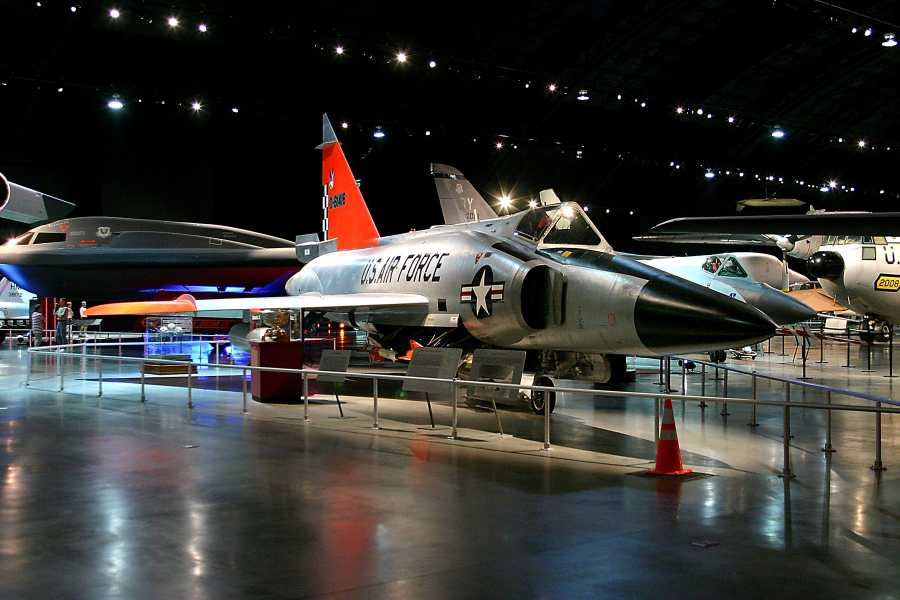
Convair F-102 Delta Dagger w ekspozycji National Museum of the United States Air Force

W 1973 sześć samolotów zostało przerobionych na bezzałogowe cele latające symulujące samoloty MiG-21 w ramach projektu Pave Deuce. Ostatecznie setki F-102 zostały przebudowane na cele dla samolotów F-4 i F-106, a także dla F-15 i do testowania rakiet Patriot. Część F-102 została przystosowana do przenoszenia pojedynczej rakiety nuklearnej AIM-26 Super Falcon.
F-102 i TF-102 były eksportowane do Turcji i Grecji. Tureckie F-102 zostały użyte bojowo podczas tureckiej inwazji na Cypr. Istnieją doniesienia o starciu między greckimi F-5 a tureckimi F-102A które miałoby rozegrać się nad Morzem Egejskim. Oficjalnie obydwie strony zaprzeczają jakimkolwiek stratom, nieoficjalnie mówi się o zestrzeleniu dwóch greckich F-5 lub dwóch tureckich F-102.

F-102 zostały wycofane z eksploatacji w siłach powietrznych obu państw w 1979 roku.
Ze służby w Siłach powietrznych Stanów Zjednoczonych F-102 zostały wycofane w 1976 roku, ostatni cel latający PQM-102 został wykorzystany w roku 1986. Obecnie żaden z zachowanych F-102 nie jest zdatny do lotu.

## Wersje
YF-102
Seria prototypowa. Kadłub bez zastosowania reguły pól. Napędzany silnikiem J57-P-11 o ciągu 64,5 kN, zbudowano dwa egzemplarze.
YF-102A
Seria prototypów z kadłubem zgodnym z regułą pól. Napędzany silnikiem J57-P-23 o ciągu 71,2 kN. Cztery przebudowane z samolotów przedseryjnych.
F-102A
Wariant seryjny. Pierwsze osiem egzemplarzy z kadłubem niezgodnym z regułą pól. Zbudowano 887 sztuk.
TF-102A
Dwumiejscowa wersja szkolna. Zbudowano 111 sztuk.
F-102B
Pierwotne oznaczenie F-106A.
F-102C
Propozycja wersji szturmowej z silnikiem J57-P-47. Dwa F-102A zostały przebudowane jako samoloty testowe YF-102C
QF-102ACele ćwiczebne przebudowane z F-102A. Wyprodukowano 6 sztuk.
PQM-102ABezpilotowe cele ćwiczebne. Przebudowano 65 sztuk.
PQM-102BCel ćwiczebny z możliwością sterowania zdalnego lub z kokpitu. Przebudowano 146 sztuk.

## Użytkownicy
Grecja

Greckie Siły Powietrzne

W 1969 roku Grecja pozyskała 19 F-102A i 5 dwumiejscowych TF-102A, które trafiły do 114 Pterix (skrzydło) w Tanagrze. Samoloty te służyły w Greckich Siłach Powietrznych do 1978 roku, kiedy zostały zastąpione przez Mirage F1CG
 Turcja

Tureckie Siły Powietrzne

Począwszy od 1968 roku około 50 F-102A i TF-102A zostało przekazanych do Turcji z zapasów USAF. Przed przejęciem przez Turcję były one remontowane przez CASA w Sewilli. Początkowo zostały włączone do 191 Filo (eskadry) w Murted, gdzie zastąpiły samoloty F-84F Thunderstreak. Jednostka ta została przemianowana na 142 Filo na początku 1973 r. W 1971 r. F-102 trafiły również do 182 Filo w Diyarbakır, zastępując F-84F. F-102 były używane w tych dwóch eskadrach do połowy 1979 roku, kiedy zostały zastąpione przez F-104G w 142 Filo i F-100C w 182 Filo.
 Stany Zjednoczone
Siły Powietrzne Stanów Zjednoczonych
Dowództwo Obrony Powietrznej
2nd Fighter-Interceptor Squadron – Baza Sił Powietrznych Suffolk (1956–1959)
5th Fighter-Interceptor Squadron – Baza Sił Powietrznych Suffolk (1956–1960)
11th Fighter-Interceptor Squadron – Baza Sił Powietrznych Gwardii Narodowej Duluth (1956–1960)
18th Fighter-Interceptor Squadron – Baza Sił Powietrznych Wurtsmith (1957–1960)
27th Fighter-Interceptor Squadron – Baza Sił Powietrznych Griffiss (1957–1959)
31st Fighter-Interceptor Squadron – Baza Sił Powietrznych Wurtsmith (1956–1957) Przekazane do Dowództwa Sił Powietrznych Alaska
37th Fighter-Interceptor Squadron – Baza Sił Powietrznych Ethan Allen (1957–1960)
47th Fighter-Interceptor Squadron – Baza Sił Powietrznych Rezerwy Niagara Falls (1958–1960)
48th Fighter-Interceptor Squadron – Baza Sił Powietrznych Langley (1957–1960)
57th Fighter-Interceptor Squadron – Baza Lotnicza Keflavik (1962–1973)
59th Fighter-Interceptor Squadron – Baza Sił Powietrznych Goose Bay(1960–1966)
61st Fighter-Interceptor Squadron – Truax Field (1957–1960)
64th Fighter-Interceptor Squadron – Baza Sił Powietrznych McChord (1957–1960), Paine Field (1960–1966)
71st Fighter-Interceptor Squadron – Baza Sił Powietrznych Selfridge (1958–1960)
76th Fighter-Interceptor Squadron – Baza Sił Powietrznych Westover (1961–1963)
82d Fighter-Interceptor Squadron – Baza Sił Powietrznych Travis (1957–1966)
86th Fighter-Interceptor Squadron – Baza Sił Powietrznych Youngstown (1957–1960)
87th Fighter-Interceptor Squadron – Baza Sił Powietrznych Lockburne (1958–1960)
95th Fighter-Interceptor Squadron – Baza Sił Powietrznych Andrews (1958–1959)
317th Fighter-Interceptor Squadron – Baza Sił Powietrznych McChord (1957–1958)
318th Fighter-Interceptor Squadron – Baza Sił Powietrznych McChord (1957–1960)
323d Fighter-Interceptor Squadron – Truax Field (1956–1957), Baza Sił Powietrznych Harmon (1957–1960)
325th Fighter-Interceptor Squadron – Truax Field (1957–1966)
326th Fighter-Interceptor Squadron – Baza Sił Powietrznych Richard-Gebauer (1957–1967)
327th Fighter-Interceptor Squadron – Baza Sił Powietrznych George (1956–1958), Baza Lotnicza Thule (1958–1960)
329th Fighter-Interceptor Squadron – Baza Sił Powietrznych George (1958–1960)
331st Fighter-Interceptor Squadron – Baza Sił Powietrznych Webb (1960–1963)
332nd Fighter-Interceptor Squadron – Baza Sił Powietrznych McGuire (1957–1959), Baza Sił Powietrznych England (1959–1960),Thule AB (1960–1965)
438th Fighter-Interceptor Squadron – Baza Sił Powietrznych Kincheloe (1957–1960)
456th Fighter-Interceptor Squadron – Baza Sił Powietrznych Castle (1958–1960)
460th Fighter-Interceptor Squadron – Baza Sił Powietrznych Portland (1958–1966)
482nd Fighter-Interceptor Squadron – Baza Sił Powietrznych Seymour Johnson (1956–1965)
498th Fighter-Interceptor Squadron – Geiger Field (1957–1959)
Dowództwo Sił Powietrznych Alaska
317th Fighter-Interceptor Squadron – Baza Sił Powietrznych Elmendorf (1958–1970)
31st Fighter-Interceptor Squadron – Baza Sił Powietrznych Elmendorf (1957–1958)
Siły Powietrzne Stanów Zjednoczonych w Europie
32d Fighter-Interceptor Squadron – Baza Lotnicza Soesterberg (1960–1969)
431st Fighter-Interceptor Squadron – Baza Lotnicza Zaragosa (1960–1964)
496th Fighter-Interceptor Squadron – Baza Lotnicza Hahn (1960–1970)
497th Fighter-Interceptor Squadron – Baza Lotnicza Torrejon (1960–1963)
525th Fighter-Interceptor Squadron – Baza Lotnicza Bitburg (1959–1969)
526th Fighter-Interceptor Squadron – Baza Lotnicza Ramstein (1960–1970)
Siły Powietrzne Pacyfiku
4th Fighter-Interceptor Squadron – Baza Lotnicza Misawa (1957–1965)
16th Fighter-Interceptor Squadron – Baza Lotnicza Naha (1959–1965)
40th Fighter-Interceptor Squadron – Baza Lotnicza Yokota (1957–1965)
64th Fighter-Interceptor Squadron – Baza Lotnicza Clark (1966–1969)
68th Fighter-Interceptor Squadron – Baza Lotnicza Itazuke (1957–1965)
82d Fighter-Interceptor Squadron – Baza Lotnicza Naha (1966–1971)
509th Fighter-Interceptor Squadron – Baza Lotnicza Clark (1959–1970)
Siły Powietrzne Gwardii Narodowej
102d Fighter-Interceptor Squadron, NY ANG – Baza Sił Powietrznych Gwardii Narodowej Suffolk (1972–1975)
111th Fighter-Interceptor Squadron, TX ANG – Ellington Field (1960–1975)
116th Fighter-Interceptor Squadron, WA ANG – Geiger Field (1965–1969)
118th Fighter-Interceptor Squadron, CT ANG – Baza Sił Powietrznych Gwardii Narodowej Bradley (1966–1971)
122nd Fighter-Interceptor Squadron, LA ANG – NAS New Orleans (1960–1971)
123d Fighter-Interceptor Squadron, OR ANG – Baza Sił Powietrznych Gwardii Narodowej Portland (1966–1971).
132nd Fighter-Interceptor Squadron, ME ANG – Baza Sił Powietrznych Gwardii Narodowej Bangor (1969–1970)
134th Fighter-Interceptor Squadron, VT ANG – Baza Sił Powietrznych Gwardii Narodowej Burlington (1965–1975)
146th Fighter-Interceptor Squadron, PA ANG – Pittsburgh AP (1961–1975)
151st Fighter-Interceptor Squadron, TN ANG – Baza Sił Powietrznych Gwardii Narodowej McGhee-Tyson (1963–1964)
152d Fighter-Interceptor Squadron, AZ ANG – Baza Sił Powietrznych Gwardii Narodowej Tucson (1966–1969)
157th Fighter-Interceptor Squadron, SC ANG Baza Sił Powietrznych Gwardii Narodowej MacEntire (1963–1975)
159th Fighter-Interceptor Squadron, FL ANG – Imeson Field (1960–1968), Baza Sił Powietrznych Gwardii Narodowej Jacksonville 1968–1974
175th Fighter-Interceptor Squadron, SD ANG – Baza Sił Powietrznych Sioux Falls (1960–1970)
176th Fighter-Interceptor Squadron, WI ANG – Truax Field (1966–1974)
178th Fighter-Interceptor Squadron, ND ANG – Hector Field (1966–1969)
179th Fighter-Interceptor Squadron, MN ANG – Baza Sił Powietrznych Gwardii Narodowej Duluth (1966–1971)
182nd Fighter-Interceptor Squadron, TX ANG – Baza Sił Powietrznych Kelly (1960–1969)
186th Fighter-Interceptor Squadron, MT ANG – Baza Sił Powietrznych Gwardii Narodowej Great Falls (1966–1972)
190th Fighter-Interceptor Squadron, ID ANG – Gowen Field (1964–1975)
194th Fighter-Interceptor Squadron, CA ANG – Baza Sił Powietrznych Gwardii Narodowej Fresno (1964–1974)
196th Fighter-Interceptor Squadron, CA ANG – Międzynarodowy Port Lotniczy Ontario (1965–1975)
199th Fighter-Interceptor Squadron, HI ANG – Baza Sił Powietrznych Hickam (1960–1977)

## Powiązane hasła
Pokrewne konstrukcje
- Convair XF-92
- Convair F-106 Delta Dart

Podobne samoloty
- Avro Canada CF-105 Arrow
- Dassault Mirage III
- English Electric Lightning
- MiG-21/Chengdu J-7
- Saab 35 Draken
- Su-9/Su-11
- Su-15